# Ровница

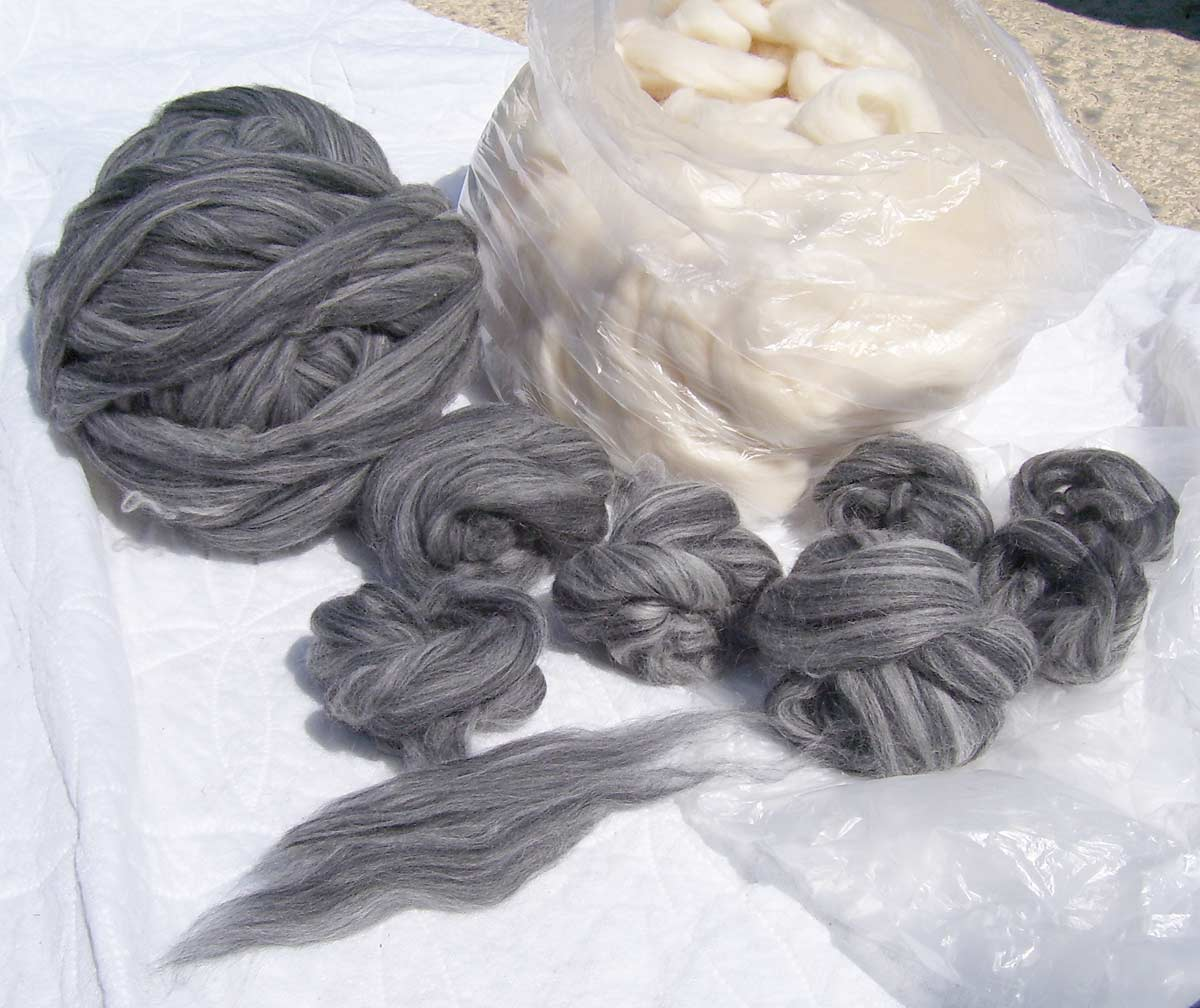
Шерстяная ровница

Ровница (ровинг) — один из промежуточных продуктов в производстве пряжи. Вырабатывается путём деления или вытягивания кардочеса и небольшого скручивания волокнистой ленты на ровничных машинах. Имеет вид толстой нити, обладает достаточной прочностью для наматывания и разматывания, но не на разрыв. Основными требованиями, предъявляемыми к ровнице, являются равномерность толщины и структуры.
Часто ровницу путают с однониточной (или одинарной, одиночной) пряжей. Однониточная пряжа, в отличие от ровницы, обладает достаточной прочностью на разрыв.
В некоторых областях вместо слова ровница широко распространено прямое англоязычное заимствование "ровинг". Его можно отнести к инженерному сленгу в сфере композиционных материалов.